# Canta a Juan Gabriel Volumen 5
Canta a Juan Gabriel Volumen 5 o Cuando decidas volver (este último editado solo para España) es el undécimo álbum de la cantante española Rocío Dúrcal, producido y realizado por el cantautor mexicano Juan Gabriel autor de todos los temas del álbum, publicado a inicios del año 1981. Nuevamente la intérprete canta canciones ya popularizadas y otras inéditas del cantautor con un estilo ranchero lanzando así los primeros sencillos "Me despertó la realidad", "Cuando decidas volver" y "Que sea mi condena" logrando gran popularidad en las cadenas radiales en Latinoamérica. Este álbum logró prevalecer a pesar de ese mismo año la intérprete publicara su exitoso álbum de baladas Confidencias (o La gata, titulado solo en España) de la mano con el reconocido compositor y productor español Rafael Pérez Botija.

## Lista de temas
|     | Título                    | Autor        | Duración |
| --- | ------------------------- | ------------ | -------- |
| 1.  | Hoy Por Fin               | Juan Gabriel | 2:34     |
| 2.  | Cuando Decidas Volver     | Juan Gabriel | 2:18     |
| 3.  | Juro Que Nunca Volveré    | Juan Gabriel | 2:32     |
| 4.  | Me Despertó La Realidad   | Juan Gabriel | 3:36     |
| 5.  | Que El Mundo Ruede        | Juan Gabriel | 2:34     |
| 6.  | Déjame                    | Juan Gabriel | 3:37     |
| 7.  | Te Llegará Mi Olvido      | Juan Gabriel | 2:14     |
| 8.  | Tú Sigues Siendo El Mismo | Juan Gabriel | 3:51     |
| 9.  | Que Sea Mi Condena        | Juan Gabriel | 2:56     |
| 10. | Cuando Todo Se Acabe      | Juan Gabriel | 3:18     |

## Certificaciones obtenidas por el álbum
- Certificaciones[2]

| País      | Certificación   |
| --------- | --------------- |
| México    | 2x Disco de Oro |
| Venezuela | Disco de oro    |
| España    | Disco de oro    |

## Músicos
- Rocío Dúrcal: Voz.
- Juan Gabriel: Letra y Música.
- Con El Mariachi De América De Jesús Rodríguez De Hijar.